# Vranduk (Zenica)
Pour les articles homonymes, voir Vranduk.
Vranduk (en cyrillique : Врандук) est un village de Bosnie-Herzégovine. Il est situé sur le territoire de la ville de Zenica, dans le canton de Zenica-Doboj et dans la fédération de Bosnie-et-Herzégovine. Selon les premiers résultats du recensement bosnien de 2013, il compte 463 habitants.

## Géographie
Le village est situé au bord de la rivière Bosna, un affluent de la Save.

## Histoire
La forteresse de Vranduk remonte au Moyen Âge et à la période ottomane ; elle est inscrite sur la liste des monuments nationaux de Bosnie-Herzégovine.

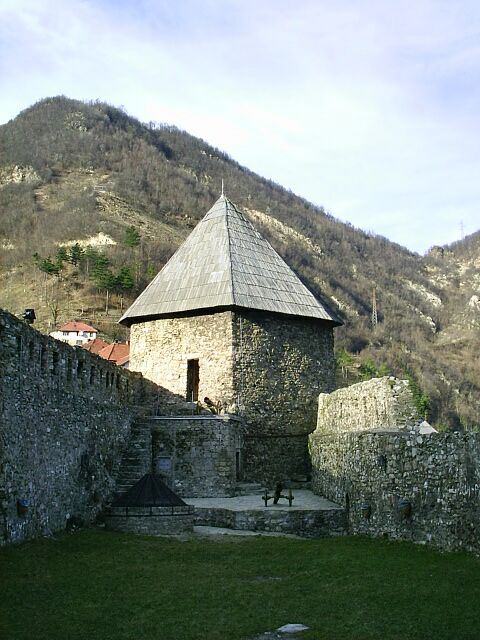
Une tour dans la forteresse

## Démographie

### Évolution historique de la population dans la localité
| 1948 | 1953 | 1961  | 1971 | 1981 | 1991 | 2013 |
| ---- | ---- | ----- | ---- | ---- | ---- | ---- |
| -    | -    | 1 032 | 932  | 935  | 625  | 463  |

|  |

### Communauté locale
En 1991, la communauté locale de Vranduk comptait 913 habitants, répartis de la manière suivante :